# 魯道夫·斐迪南 (利珀)
魯道夫·斐迪南（德語：Rudolf Ferdinand zur Lippe，1671年—1736年），利珀-比斯特費爾德伯爵，約布斯特·赫爾曼之子。

## 家庭
1705年，魯道夫·斐迪南與庫諾維茲的朱麗安娜·路易絲（Juliana Louise von Kunowitz）結婚，兩人共有2子1女：
1. 腓特烈·卡爾·奧古斯特（1706年—1761年）
2. 斐迪南·約翰·路德維希（1709年—1787年）
3. 亨麗埃特·路易絲（1711年—1752年）